# ضرعاء كروية
ضرعاء كروية (الاسم العلمي:Mammillaria sphaerica) هي نوع نباتي يتبع جنس الضرعاء من فصيلة الصبارية.